# (2264) Sabrina
(2264) Sabrina (1979 YK) – planetoida z pasa głównego asteroid okrążająca Słońce w ciągu 5,55 lat w średniej odległości 3,13 au. Odkryta 16 grudnia 1979 roku.